# 중우정치
중우정치(衆愚政治, 현대 그리스어: ὀχλοκρατία, okhlokratía, 영어: ochlocracy), 또는 떼법(mob rule, mob justice)이란 다수의 어리석은 민중이 이끄는 정치를 이르는 말로, 민주주의의 단점을 부각시킨 것이다. 플라톤은 다수의 난폭한 폭민들이 이끄는 정치라는 뜻의 ‘폭민정치’라고 하였고, 그의 제자 아리스토텔레스는 다수의 빈민들이 이끄는 ‘빈민정치’라고도 하였다. 이런 중우정치는 올바른 민주제가 시행되지 못하고, 하나 또는 몇몇 집단이 수를 앞세워 정치를 이끌어가는 형태로, 민주주의의 단점이 심해지면 만들어지는 정치이다.
플라톤은 아테네의 몰락을 보면서, 그 원인으로 '중우정치'를 꼽았다. 그에 따르면 '중우정치'의 병폐를 다음과 같이 손꼽았다.
- 첫째, 대중적 인기에 집중하고 요구에 무조건 부응하는 사회적 병리현상
- 둘째, 개인의 능력과 자질 그리고 기여도 등을 고려하지 않는 그릇된 평등관
- 셋째, 개인이 절제와 시민적 덕목을 경시하고 무절제와 방종으로 치닫는 현상
- 넷째, 엘리트주의를 부정하고 다중의 정치로 흘러가 중우정치의 양태로 변질될 가능성

## 해결 논의
민주주의는 가장 합리적인 정치 형태로 찬양받아 왔지만, 이런 중우정치를 해결하지 않을 수 없었다. 특히, 여러 철학자들은 고대 그리스의 아테네의 중우정치를 해결할 수 있는 이상 정치를 만들고자 하였다.
고대 철학자 소크라테스는 페리클레스 이후 아테네의 민주정치가 타락했음을 파악했다. 당시 아테네도 중우정치 성격을 띠고 있었다고도 볼 수 있는데, 시민들은 자신의 이익을 위해서만 행동하였고, 군중을 사로잡는 화술이 판쳤다. 민회에서는 자신에게 조금이라도 불리하면 무조건 적으로 반대를 하려는 자들로 가득찼다. 이렇듯 중우정치에 빠져있던 아테네의 소크라테스는 스파르타를 이상적으로 생각했다.
소크라테스의 제자 플라톤의 저서 《국가》에서는 플라톤이 생각했던 이상국가도 스승 소크라테스와 같이 스파르타와 닮아 있음을 알 수 있다. 플라톤은 중우정치에 빠진 민주주의에 반대하였고 절제, 용기, 지혜, 정의라는 덕목을 추구하였으며, 생산자(농민 등), 수호자(군인), 통치자(철인왕)로 이루어진 국가를 내세웠다.
그에 반해 아리스토텔레스는 민주주의를 긍정하였으며, 그 까닭을 “적은 양의 물은 쉽게 썩지만, 많은 양의 물은 쉽게 썩지 않는다.”라고 하였다. 하지만 그 역시 타락한 아테네의 민주정치에 한계를 느꼈고, 중산정치라는 새로운 국가론을 내세운다. 중산정치에서는 가난하지도, 부유하지도 않은 중산층을 중심으로 한 정치로, 적어도 생계를 떠나서 옳고 그름을 분별, 판단할 수 있는 중산층이 정치를 주도해야 한다고 보았다

## 같이 보기
- 포퓰리즘
- 흑색선전
- 군중심리
- 프로파간다